# Outlook.com
Outlook.com，前身又叫Hotmail，是微軟的免費互聯網電子郵件服務。

## 歷史

### 啟動
Outlook.com的前身是Hotmail。Hotmail於1995年由傑克·史密斯和印度企業家沙比爾·巴蒂亞建立，並於1996年7月4日（美國獨立日）開始商業運作，是互聯網上最早的webmail服務之一。Hotmail最初由風險投資公司德豐傑投資支撐運營。到1997年12月，它已經擁有了850萬名用戶。

### MSN Hotmail
1997年12月底，Hotmail被微軟收購，並成為MSN服務的一部分。由於針對世界不同地區的市場作了本地化，Hotmail迅速流行起來並成為全球最大的網絡郵件服務提供商。
Hotmail原本運行於FreeBSD平台和Solaris操作系统上。最初，微軟試圖將運行於FreeBSD上的部分過渡至基於Windows NT 4.0的系統上，但告失敗。之後微軟又嘗試將系統過渡至Windows 2000平台。2001年6月，微軟宣佈過渡完成。但幾天以後微軟又收回這一言論，並承認Hotmail的部分功能事實上仍依賴於FreeBSD。
在隨後的發展過程中，微軟的網絡認證系統Passport（後稱“Windows Live ID”）被應用在了Hotmail上，同時Hotmail還與微軟的即時消息和社交網絡軟件MSN Messenger及MSN Spaces（現分別稱“Windows Live Messenger”和“Windows Live Spaces”）整合在了一起。但就在這時，Hotmail出現了一個安全問題，這個問題允許任何人只需輸入密碼“eh”即可登入任一Hotmail帳戶。這在當時可謂是“網絡史上波及最廣的安全事件”。
2004年，Google發佈了自己的電子郵件服務——Gmail，這使得在技術上停滯了一段時期的網絡電子郵件業迅猛發展起來。Gmail容量大、速度快且界面靈活，在電子郵件市場中掀起了一股革新浪潮。Hotmail作為重要電子郵件服務提供商隨之發佈了速度更快、安全性更高且功能更先進的升級版本。

### Windows Live Hotmail
2005年12月1日，微軟公佈了自己代號“Kahuna”的新電子郵件系統，並向數千名測試人員發佈了其測試版本（Beta），其他想參加測試的人員也可以向微軟申請加入測試。新的服務採用了全新的設計，並強調了三個主要概念：更快、更簡易、更安全。截至2006年，測試者已經達數百萬。
微軟在宣佈這一新的郵件系統將取名“Windows Live Mail”時曾計劃廢除Hotmail這一品牌，但由於測試人員對名稱的變更會產生混淆而且偏好“Hotmail”這個已經被熟知的名字，開發者很快便放棄了這一計劃，並最終決定將新的郵件系統命名為“Windows Live Hotmail”。測試版的研發工作於2007年4月完成，2007年5月7日，Windows Live Hotmail開始接受新用戶註冊。原來的MSN Hotmail界面只能被在Windows Live Hotmail發佈日期前註冊Hotmail帳戶並且選擇不升級到Windows Live Hotmail的用戶訪問。
Windows Live Hotmail郵件服務在全球很多國家都開通，是網路上最大的郵件提供商，為用戶提供免費郵件空間來儲存發送及接收的郵件。

### Outlook.com
微軟於2012年7月31日正式宣佈推出新的Outlook.com服務。迄今使用者達到4億人。
用戶除了可以註冊一個outlook.com電郵帳號外，也可以把hotmail.com變更到新的介面，但不能切換到Hotmail介面。微軟推出outlook.com初期讓現有hotmail用戶將原有電郵地址改為outlook.com，惟Windows Phone用戶因Windows Live帳戶已經與手機連結而不能更改。
微軟在2013年3月20日宣布hotmail的服務會於2013年夏天前逐步停止，而且MSN首頁不會有hotmail服務。微軟建議讓全球3億的hotmail用戶全部轉移到Outlook.com網路信箱，也強調舊的E-mail網址不會改變。
2013年4月5日，Hotmail的行事曆改為類似Windows 8的行事曆，自此Hotmail走進了歷史。
2013年6月18日，微软宣布关闭“关联账户”功能，该功能是于2006年为Hotmail和Outlook.com所加入的。取而代之的是“别名”。

## 服务概述
Outlook.com提供電郵查送、聯絡人、行事曆和OneDrive功能。Outlook.com使用Ajax技術，並支持更高版本的瀏覽器。界面支援鍵盤控制。支持結構化查詢語法搜索郵件，郵件過濾器，文件夾組織郵件，地址自動完成，聯繫分組，導入和導出CSV文件，文本格式，簽名，垃圾郵件過濾和病毒掃描。Outlook.com亦提供活動視圖、與Office Web Apps和Skype整合等功能。另外，訊息中心（類似即時通）可以和其他人對話，可以連接Facebook、Google等其他服務。

## 外部連結
- 官方网站
- Microsoft Answer中關於針對outlook.com常見問題的答疑討論區（页面存档备份，存于）（繁體中文）
- Engadget 評論（页面存档备份，存于）